# Третий кабинет Дональда Туска
Третий кабинет Дональда Туска — текущий состав коалиционного правительства Польши под председательством Дональда Туска («Гражданская платформа»), приведённый к присяге 13 декабря 2023 года. В коалицию вошли «Гражданская коалиция», «Польша 2050», «Новые левые» и «Польская коалиция», ядром которой является Польская крестьянская партия. Сменил правительство под председательством Матеуша Моравецкого.

## Предыстория
11 декабря Сейм Польши проголосовал против вотума доверия правительству Матеуша Моравецкого. За вотум доверия проголосовали 190 депутатов, против — 266. Кандидатом на должность главы правительства оппозиция выдвинула Дональда Туска.
11 июня 2025 года кабинету министров был вручен вотум доверия.

## Состав
| Должность                                            | Имя             | Имя                         | Период полномочий                | Партия                                         |
| ---------------------------------------------------- | --------------- | --------------------------- | -------------------------------- | ---------------------------------------------- |
| Председатель Совета министров                        |                 | Дональд Туск                | 11 декабря 2023                  | «Гражданская платформа»                        |
| Заместитель председателя Совета министров            |                 | Владислав Косиняк-Камыш     | 13 декабря 2023                  | Польская народная партия                       |
| Министр национальной обороны                         | 13 декабря 2023 | Владислав Косиняк-Камыш     |                                  | Польская народная партия                       |
| Заместитель председателя Совета министров            |                 | Кшиштоф Гавковский          | 13 декабря 2023                  | «Новые левые»                                  |
| Министр цифровизации                                 | 13 декабря 2023 | Кшиштоф Гавковский          |                                  | «Новые левые»                                  |
| Министр-член Совета министров (министр без портфеля) |                 | Мацей Берек                 | 13 декабря 2023                  | беспартийный                                   |
| Министр юстиции                                      |                 | Адам Боднар                 | 13 декабря 2023                  | беспартийный                                   |
| Министр по делам гражданского общества               |                 | Агнешка Бучиньская          | 13 декабря 2023                  | «Польша 2050»                                  |
| Председатель комитета общественного благосостояния   | 13 декабря 2023 | Агнешка Бучиньская          |                                  | «Польша 2050»                                  |
| Министр государственных активов                      |                 | Борис Будка                 | 13 декабря 2023 — 13 мая 2024    | «Гражданская платформа»                        |
| Министр государственных активов                      |                 | Якуб Яворовский             | 13 мая 2024                      | беспартийный                                   |
| Министр промышленности                               |                 | Мажена Чарнецкая            | 13 декабря 2023                  | беспартийная                                   |
| Министр финансов                                     |                 | Анджей Доманьский           | 13 декабря 2023                  | «Гражданская платформа»                        |
| Министр семьи, труда и социальной политики           |                 | Агнешка Дземьянович-Бонк    | 13 декабря 2023                  | «Новые левые»                                  |
| Министр-член Совета министров (министр без портфеля) |                 | Ян Грабец                   | 13 декабря 2023                  | «Гражданская платформа»                        |
| Шеф канцелярии председателя Совета министров         | 13 декабря 2023 | Ян Грабец                   |                                  | «Гражданская платформа»                        |
| Министр климата и окружающей среды                   |                 | Паулина Хенниг-Клоска       | 13 декабря 2023                  | «Польша 2050»                                  |
| Министр развития и технологий                        |                 | Кшиштоф Хетман              | 13 декабря 2023 — 13 мая 2024    | Польская народная партия                       |
| Министр развития и технологий                        | Кшиштоф Пашик   | 13 мая 2024                 |                                  | Польская народная партия                       |
| Министр внутренних дел и администрации               |                 | Мартин Кервиньский          | 13 декабря 2023 — 13 мая 2024    | «Гражданская платформа»                        |
| Министр внутренних дел и администрации               | Томаш Семоняк   | 13 мая 2024                 |                                  | «Гражданская платформа»                        |
| Министр инфраструктуры                               |                 | Дариуш Климчак              | 13 декабря 2023                  | Польская народная партия                       |
| Министр по делам равенства                           |                 | Катажина Котула             | 13 декабря 2023                  | «Новые левые»                                  |
| Министр здравоохранения                              |                 | Изабела Лещина              | 13 декабря 2023                  | «Гражданская платформа»                        |
| Министр спорта и туризма                             |                 | Славомир Нитрас             | 13 декабря 2023                  | «Гражданская платформа»                        |
| Министр образования                                  |                 | Барбара Новацкая            | 13 декабря 2023                  | «Польская инициатива» («Гражданская коалиция») |
| Министр по делам граждан пожилого возраста           |                 | Мажена Окла-Древнович       | 13 декабря 2023                  | «Гражданская платформа»                        |
| Министр фондов и региональной политики               |                 | Катажина Пелчиньская-Наленч | 13 декабря 2023                  | «Польша 2050»                                  |
| Министр сельского хозяйства и развития села          |                 | Чеслав Сикерский            | 13 декабря 2023                  | Польская народная партия                       |
| Министр-член Совета министров (министр без портфеля) |                 | Томаш Семоняк               | 13 декабря 2023                  | «Гражданская платформа»                        |
| Министр культуры и национального наследия            |                 | Бартоломей Сенкевич         | 13 декабря 2023 — 13 мая 2024    | «Гражданская платформа»                        |
| Министр культуры и национального наследия            |                 | Ханна Врублевская           | 13 мая 2024                      | беспартийная                                   |
| Министр иностранных дел                              |                 | Радослав Сикорский          | 13 декабря 2023                  | «Гражданская платформа»                        |
| Министр по делам Европейского союза                  |                 | Адам Шлапка                 | 13 декабря 2023                  | «Современная»                                  |
| Министр науки                                        |                 | Дариуш Вечорек              | 13 декабря 2023 — 17 января 2025 | «Новые левые»                                  |